# Acetato de isoamila
Acetato de Isoamila, também conhecido como Isopentil Acetato, é um composto orgânico que é o éster formado de álcool isoamílico e acido acético.  É um líquido incolor ligeiramente solúvel em água, porém muito solúvel na maioria dos solventes orgânicos. Acetato de Isoamila possui um odor forte, que é descrito como similar a banana e pêra. Acetato de isoamila puro, ou misturas de acetato de isoamila, acetato de amila, e outros flavorizantes podem ser descritos como "óleo de banana".

## Produção
Acetato de isoamila é preparado pela reação catalisada por ácido (Esterificação de Fischer) entre alcool isoamílico e acido acético glacial como indicado na equação de reação abaixo. Tipicamente, acido sulfúrico é usado como catalisador. Alternativamente, acido p-toluenossulfônico ou uma resina de troca iônica acídica podem ser usados como catalisadores.

## Aplicações
Acetato de isoamila é usado para conferir sabor e aroma de banana em alimentos. "Óleo de banana" geralmente se refere a solução de acetato de isoamila em etanol, que é utilizado como aromatizante artificial.
Também é usado como um solvente para alguns vernizes e laca de nitrocelulose. Como um solvente e transporte de materiais tais como a nitrocelulose, foi extensivamente utilizado na indústria aeronáutica para enrijecimento e tornar a prova de vento superfícies aerodinâmicas de tecido, onde ele e seus derivados são geralmente conhecidos como "verniz aeronáutico". Agora que a maioria das aeronaves são inteiramente metálicas, seu uso é limitado a reproduções historicamente precisas e em modelos de escala.
Por conta do seu aroma intenso e agradável, e baixa toxicidade, acetato de isoamila é usado para testar a eficiência de respiradores ou mascaras de respiração.

## Ocorrência na natureza
Acetato de isoamila ocorre naturalmente na fruta da banana e também é produzido sinteticamente.
Acetato de isoamila é liberado pela ferroada da abelha, onde funciona como um feromônio sinalizador para atrair outras abelhas e as provoca para picar.